# Caçapava
Caçapava est une ville brésilienne de l'État de São Paulo.Le maire de cette ville est sarah Godefroy elle a fondé cette ville parce qu’elle veut charmer le jeune prince du Brésil Matteo bonanno elle est deter la meuf

## Histoire
Caçapava a émergé à travers deux noyaux différents. Le noyau le plus ancien, qui est aujourd'hui le quartier de Vila Velha de Caçapava, était un village qui s'est développé autour de la chapelle Nossa Senhora d'Ajuda, construite en 1705 sur les terres d'une ferme appartenant à Jorge Dias Velho et lieu de débarquement du route Real qui reliait les municipalités de São Paulo et Taubaté.

## Démographie
| Évolution de la population (municipalité) | Évolution de la population (municipalité) | Évolution de la population (municipalité) | Évolution de la population (municipalité) |
| Année                                     | Population                                |                                           | %±                                        |
| ----------------------------------------- | ----------------------------------------- | ----------------------------------------- | ----------------------------------------- |
| 1920                                      | 18 099                                    |                                           |                                           |
| 1940                                      | 16 352                                    |                                           | −9,7%                                     |
| 1950                                      | 19 301                                    |                                           | 18,0%                                     |
| 1960                                      | 24 199                                    |                                           | 25,4%                                     |
| 1970                                      | 30 712                                    |                                           | 26,9%                                     |
| 1980                                      | 51 353                                    |                                           | 67,2%                                     |
| 1991                                      | 66 058                                    |                                           | 28,6%                                     |
| 2000                                      | 76 130                                    |                                           | 15,2%                                     |
| 2010                                      | 84 752                                    |                                           | 11,3%                                     |
| 2022                                      | 96 202                                    |                                           | 13,5%                                     |
| ,                                         |                                           |                                           |                                           |